# Постдемократія
Постдемократія - термін, що вживається для позначення політичних систем низки сучасних розвинених держав, в яких формально продовжують існувати всі базові демократичні інститути, проте насправді відбувається їхня поступова ерозія, а принцип народовладдя замінюється правлінням замкнутих еліт, утворених за співробітництва політиків, представників великих корпорацій і політтехнологів . 
Термін був введений в науковий обіг англійським соціологом Коліном Краучем у 2000 році, а широке поширення він отримав з виходом в 2004 році однойменної книги «Постдемократія», автором якої є К. Крауч. 

## Характеристики постдемократії
Постдемократії, як різновиду політичної системи, притаманні такі риси: 
- Високий рівень впливу на політичні процеси з боку нечисленних еліт і заможних груп (переважно ділових бізнес-кіл) із збереження таких формальних рис демократії, як вільні вибори, конкурентні партії, громадські дебати і інших.
- Послаблення суспільного контролю над урядовими інституціями в зв'язку з поширенням політичної пасивності серед громадянського суспільства .
- Передача державою все більшого числа своїх обов'язків в руки приватних субпідрядників (що призводить до втрати урядом компетентності в основних сферах, до посилення ролі бізнес-структур і до поширення корупції).
- Перехід політичних партій від моделей, які передбачають наявність широкої соціальної бази, до формату вузьких політичних еліт, що прагнуть до досягнення підтримки з боку великих компаній.
- Виборчий процес все більше уподібнюється «маркетингової кампанії», в рамках якої особливого значення набувають різноманітні політичні технології та інші способи маніпуляції громадською думкою .

## Причини переходу до постдемократії
До основних причин, які зумовлюють перехід до постдемократії К. Крауч відносить наступне:
1. Розмивання класової ідентичності (особливо робітничого класу ), а також заміна класів професійними групами, які не прагнуть до створення автономних організацій, що виражають власні політичні інтереси.
2. Концентрація багатств в руках великих багатонаціональних корпорацій .
3. Зростання рівня професіоналізму політтехнологів, маркетологів і експертів зі зв'язків з громадськістю .

## Подолання постдемократіі
Як засіб протиборства становленню постдемократіі К. Крауч пропонує формування громадських ініціатив, спрямованих на забезпечення контролю над діяльністю корпорацій, а також виховання відповідального громадянського суспільства, здатного до здійснення тих чи інших обов'язків держави замість приватних субпідрядників.
Німецький соціолог і політичний філософ Ульріх Бек, в свою чергу, пропонує створити глобальне громадянське суспільство, що здатне впливати на діяльність найбільших транснаціональних корпорацій.